# Juho Latukka
Juho Emil (Juhana Engelbert) Latukka (ryska: Юхо Латукка) född 8 maj 1885 i Sankt Petersburg, död 15 december 1925, var en finländsk journalist och under finska inbördeskriget 1918 befälhavare för Viborgs röda garde.
Latukkas föräldrar var arbetaren Erik Latukka och Klara Loviisa Lindström. Han tog examen 1906 från Viborgs klassiska lyceum, studerade vid Helsingfors universitet och arbetade som journalist på flera vänstertidningar. Från 1908 var han gift med Lyly Maria Haikonen. Han var värd för Vladimir Lenin i sitt hem i Viborg under två veckor i oktober 1917, strax före oktoberrevolutionen. I den lilla träbyggnaden, på nuvarande Rubezjnajagatan 15, öppnades 1958 ett Leninmuseum som ännu finns kvar. 
Latukka anslöt sig till det röda gardet under inbördeskriget, ingick i röda gardets högkvarter i Viborg och flydde till Petrograd med folkdelegationen i april. Han deltog i Finlands kommunistiska partis stiftande möte och arbetade som lärare vid olika universitet. Under 1923–1925 var Latukka vicerektor för den finska sektorn av universitetet för västerländska minoriteter i Leningrad. Han dog av en nervsjukdom 1925.